# Evolvulus helichrysoides
Evolvulus helichrysoides är en vindeväxtart som beskrevs av Stefano Moricand. Evolvulus helichrysoides ingår i släktet Evolvulus och familjen vindeväxter. Inga underarter finns listade i Catalogue of Life.